# 2-га моторизована піхотна бригада «Жемайтія»
2-га моторизована піхотна бригада «Жемайтія» (лит. Motorizuotoji pėstininkų brigada „Žemaitija“) — з'єднання сухопутних військ збройних сил Литви. До кінця 2015 року моторизована піхотна бригада «Жемайтія» складалася з штаб-квартири і двох батальйонів. У бригаді продовжують литовську військову традицію називати батальйони за іменами Великих князів Литовських.

## Історія
- 1999 р. створено моторизовану піхотну бригаду «Жемайтія»
- 2002 р. бригада була перетворена на Західну військову округу.
- 2004 р. бригада розформована.
- 1 січня 2016 р. створена моторизована піхотна бригада «Жемайтія». Вона була створена відповідно до рішення Сейму за пропозицією Державної ради оборони. Штаб бригади у процесі створення, а розташовуватиметься у Клайпеді. До складу бригади було перепідпорядковано батальйон у Таураге зі складу бригади «Залізний вовк» й окремий драгунський батальйон. Протягом 2016 року планується завершити формування штабу й батальйону матеріально-технічного забезпечення, рот розвідки й зв'язку, а на 2017 рік заплановане формування двох нових батальйонів - піхотного та артилерійського. Формування бригади планується завершити до 2021 року.[2]

## Структура
- штаб та штабна рота
- драгунський батальйон імені Великого князя Бутигейда , Клайпеда
- механізований піхотний батальйон імені Великого князя Кейстута, Таураге
- механізований піхотний батальйон імені Великого князя Маргіріса[en], Шяуляй
- артилерійський батальйон імені генерала Матієуса Печулуніса,[3] Паюріс[en]
- батальйон логістики
- розвідувальна рота
- рота зв'язку

## Командування
- підполковник Артурас Радвілас (з 1 січня 2016 - по т.ч.)